# Carlotta Savelli
Carlotta Savelli (Roma, 1608 – Napoli, 29 gennaio 1692) è stata una nobildonna italiana, principessa di Albano, signora di Ariccia e principessa di Cariati della famiglia Savelli.

## Biografia
Nata a Roma da Paolo Savelli, I principe di Albano (nonno dell'omonimo cardinale Paolo Savelli), e da Caterina Savelli signora di Ariccia.
Sposò nel 1628 in prime nozze Pietro Aldobrandini, duca di Carpineto (omonimo dello zio, il cardinale Pietro Aldobrandini), dal quale ebbe tre figlie: Anna, andata in sposa a D. Giulio Savelli duca di Ariccia; Caterina, sposata a Francesco Maria Cesi, duca di Ceri, e poi di Francesco Maria Santinelli; e Margherita. 
Carlotta rimase vedova nel 1630.  
Visse prima in Calabria e poi a Napoli.
Con il secondo matrimonio il 4 ottobre 1633 sposò Scipione Spinelli divenendo principessa di Cariati e a cui diede nove figli, fra i quali, Giovanbattista Spinelli, che nel 1652 sposò Giovanna Caracciolo.
Nel 1638 come feudataria di Verzino (KR) diede ai contadini sfollati dal terremoto, provenienti soprattutto dai paesi di Carpanzano e Scigliano nel cosentino, la località Scalzaporri. Il paese che ne nacque venne chiamato Savelli in onore della benefattrice, inoltre, sempre a Savelli una via del paese è dedicata in suo onore.
Morì a Napoli nel 1692 a 84 anni d'età.